# Alfred Boultbee
Pour les articles homonymes, voir Boultbee.
Alfred Boultbee (5 mars 1828-29 décembre 1901) est un homme politique canadien de l'Ontario.
Il est député provincial conservateur de York-Nord à l'Assemblée législative de l'Ontario de 1871 à 1874.
Il est député fédéral conservateur de la circonscription ontarienne de York-Est à la Chambre des communes du Canada de 1878 à 1882.

## Biographie
Né dans le Dorsetshire en Angleterre, Boultbee s'établit avec sa famille dans le canton de Ancaster dans le Haut-Canada en 1836. Il étudie le droit avec William Notman (en) et est nommé au barreau en 1855. Débutant la pratique du droit à Newmarket, il se joint plus tard à Thomas McCulloch Fairbairn (en) à Peterborough. Après la mort de Fairbairn en 1874, il s'établit à Toronto. Préfet de Newmarket de 1863 à 1866, il fonde le journal Sentinel de North York et y travaille comme éditeur.